# Pterandra hirsuta
Pterandra hirsuta är en tvåhjärtbladig växtart som beskrevs av C. Anderson. Pterandra hirsuta ingår i släktet Pterandra och familjen Malpighiaceae. Inga underarter finns listade i Catalogue of Life.